# Коммутационная панель

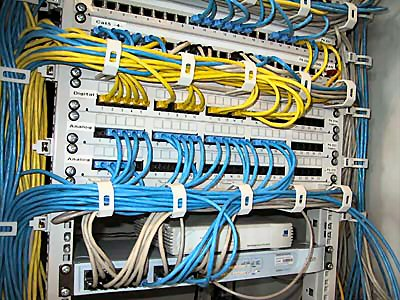
Коммутационное поле, реализованное на коммутационных панелях.

Коммутационная панель (кросс-пане́ль, патч-пане́ль) — одна из составных частей структурированной кабельной системы (СКС). Представляет собой  панель с множеством соединительных разъёмов, расположенных на лицевой стороне панели. На тыльной стороне панели находятся контакты, предназначенные для фиксированного соединения с кабелями, и соединённые с разъёмами электрически. Коммутационная панель относится к пассивному сетевому оборудованию.

## По типу разъёмов
Коммутационные панели могут быть фиксированными или наборными. Если в первом случае все разъемы выполняются однотипными, то в другом случае можно реализовать гибридную коммутационную панель, содержащую разъемы разных типов, в том числе медные типа 8P8C разной категорийности, волоконно-оптические разъемы различных типов, коаксиальные (например, типа BNC) и другие. Типы устанавливаемых видов разъемов зависят от вида решаемых задач.
Наиболее распространенным видом данного вида устройств, в современных технологиях СКС, является 24-х портовая фиксированная коммутационная панель с неэкранированными разъемами 8P8C категории 5е или 6. С тыльной стороны панели располагаются так называемые IDC-разъемы (англ. Insulator Displacement Connector, разъем со смещением изоляции).

## По способу использования
Существует два типовых способа использования коммутационных панелей.
В первом случае коммутационная панель используется как точка коммутации между портами активного сетевого оборудования (АСО) и портами рабочих мест, через кабель горизонтальной подсистемы СКС. Коммутация осуществляется коммутационными шнурами от панели до портов АСО.
Во втором случае, так называемое двойное представление порта, коммутационные панели используются попарно, одна из панелей представляет порты АСО, а вторая — порты рабочих мест. Коммутация осуществляется коммутационными шнурами между панелями.
Вместе с коммутационной панелью целесообразно использовать кабельные органайзеры, для упорядочивания подходящих и отходящих к устройству кабелей.

## Классификация коммутационных панелей

### По составу разъемов
- фиксированная
  - алюминиевая, разъемы RJ12, 8P8C, GG45, TERRA, IDC и другие, категорий 3,5,5e,6,6А,7
  - волоконно-оптическая, разъемы ST, SC, LC, FC, MT-RJ, MPO и другие
  - мультимедийные, разъемы BNC, RCA, XLR и другие
- наборная (может содержать в одном корпусе различные, в том числе вышеперечисленные, разъемы)
- наборная для установки в монтажные конструктивы

### По количеству портов
- типовым количеством портов является 4, 8, 12, 16, 24, 48, 96

### По экранированию
- неэкранированная
- экранированная

### По способу крепления
- настенные
- монтируемые в стойку (RackMount) размерами 10 дюймов, 19 дюймов и другие
- монтируемые в промежуточные конструктивы, например 3U-раму

### По способу представления портов
- одинарное представление
- двойное представление (с наличием внутреннего переключателя или без него)